# ژاک مورل
ژاک مورل (انگلیسی: Jacques Morel; ۲۹ مهٔ ۱۹۲۲ – ۹ آوریل ۲۰۰۸) بازیگر سینما اهل کشور فرانسه بود.
از فیلم‌هایی که وی در آن نقش داشته‌است می‌توان به النا و مردانش و مانورهای بزرگ اشاره کرد.